# Algeciras (La Paragua)
Algeciras es una aldea (o Barangay en tagalo) perteneciente al municipio de Agutaya de la provincia de Palawan en la región de las Bisayas Occidentales de Filipinas. Actualmente cuenta con una población de unos 4.128 habitantes.
Por la grafía de su nombre y porque sus primeros habitantes fueron marineros españoles (con apellidos vascos en su mayoría), muchos consideran que fue bautizada como Algeciras por el parecido que los navegantes encontraron entre su bahía y la del sur de España. Dedicada fundamentalmente a la pesca, cuenta con hermosas playas no explotadas turísticamente por la inseguridad de la región.

## Geografía
- Altitud: 55 metros.
- Latitud: 11º 25' 14" N
- Longitud: 120° 48' 50" E

- Datos: Q5668216